# آر. جي. أكتون
آر. جي. أكتون (بالإنجليزية: R. G. Acton)‏ هو لاعب كرة قدم أمريكية أمريكي، ولد في 1865 في Kinsale ‏ في جمهورية أيرلندا، وتوفي في 24 نوفمبر 1900.